# Philip Moravier Lindo
Philip Moravier Lindo, auch Philipp Lindo (* 13. März 1821 in London; † 13. September 1892 in Delft), war ein britischer Porträt- und Genremaler der Düsseldorfer Schule sowie Unternehmer in den Niederlanden.

## Leben
Lindo, Sohn von David Alexandre Lindo (1777–1852), einem auf Jamaika geborenen Spross der sephardischen Kaufmannsfamilie Lindo, und Mathilda Lindo, geborene Prager (* 1780), kam 1837 mit seinen Eltern und seinen Brüdern Louis (1812–1872) und Mark (1819–1877), der später ein bekannter niederländischer Schriftsteller wurde, nach Düsseldorf. Von 1837 bis 1839 studierte er Malerei an der Kunstakademie Düsseldorf. Dort waren Josef Wintergerst, Karl Ferdinand Sohn und Rudolf Wiegmann seine Lehrer. Außerdem nahm er Privatunterricht bei Paul Joseph Kiederich. Mit den Malern August und Hermann Becker, Christian Eduard Boettcher, Carl Gottfried Eybe, Joseph Fay, Peter Heinrich Happel, Emanuel Leutze, Moritz Ulffers und August Weber pflegte er eine enge Freundschaft. Von 1850/1851 bis 1861 war Lindo Mitglied des Künstlervereins Malkasten. Dort gehörte er zu den aktivsten Akteuren der Malkastenbühne. Im November 1861 nahm Lindo Abschied von Düsseldorf und ging nach Den Haag, um den Posten eines stellvertretenden Direktors der Gasfabrik Goldsmid zu bekleiden. Da ihm die Arbeit dort aber nicht gefiel, ging er im Januar 1862 nach Rotterdam. In Delfshaven errichtete er eine Zementfabrik, die 1867 in eine Aktiengesellschaft überführt und nach Vrijenban bei Delft verlegt wurde.

## Werke (Auswahl)
- Signing the contract (Der Heiratsvertrag), 1860
- Der Liebesbrief, Kreidelithografie im Neuen Düsseldorfer Künstleralbum, 1860[6]
- Der Antiquar
- Das Verhör[7]
- Der Edelmann